# Mild Maniac Orchestra

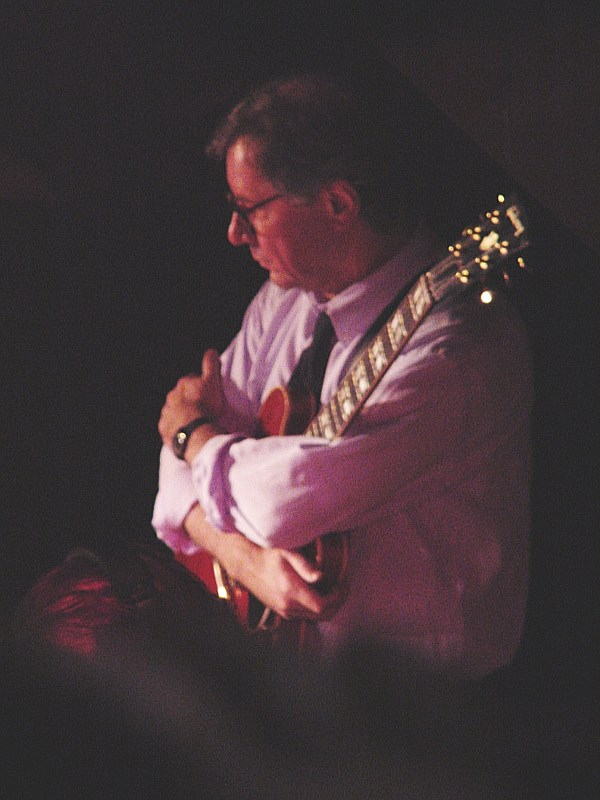
Volker Kriegel, Gründer und Protagonist des Mild Maniac Orchestra

Das Mild Maniac Orchestra war eine Mitte der 1970er Jahre gegründete deutsche Jazz-Rock-Band, die um den Gitarristen Volker Kriegel bis Anfang der 1980er Jahre existierte. Sie erhielt ihren Namen nach Kriegels 1974 erschienener LP Mild Maniac bzw. nach einer gleichnamigen Zeichenfigur des Musikers. Gründungsmitglied war der Keyboarder Rainer Brüninghaus, der auf den Veröffentlichungen der Band aber nicht mehr zu hören ist.
Bereits seit 1975 trat Kriegel mit seiner Band als Mild Maniac Orchestra auf. Zwischen 1976 und 1980 veröffentlichte er vier LPs unter dem Namen Volker Kriegel & Mild Maniac Orchestra. Sowohl zwischenzeitlich als auch nach 1980 veröffentlichte Kriegel außerdem immer wieder LPs unter eigenem Namen. Den Bandnamen Mild Maniac Orchestra verwendete er für Auftritte auch in abweichenden Besetzungen bis ca. Mitte der 1980er.
Feste Bandmitglieder waren auf allen als LP veröffentlichten Aufnahmen:
- Volker Kriegel (Gitarre)
- Thomas Bettermann (Keyboard)
- Hans Peter Ströer (Bass)
- Evert Fraterman (Schlagzeug)

Die Musik der Band prägte neben dem charakteristischen Gitarrenspiel Volker Kriegels vor allem die Orientierung an Improvisationsmustern der Fusionmusik sowie der vielfältige Einsatz von Percussion-Instrumenten, für die neben dem Schlagzeuger meist noch ein weiterer Musiker zuständig war. Als Percussionisten waren Nippy Noya, Hans-Joachim Behrendt sowie Hans Peter Ströers Bruder Ernst aktiv. 
Waren frühere Aufnahmen Kriegels von den Improvisationen her stark an den Standards des Jazz orientiert und vom Rhythmus her sehr rockig, sind die Aufnahmen des Mild Maniac Orchestra eher dem modernen Fusion von Kriegels US-amerikanischem Kollegen Pat Metheny ähnlich.

## Tonträger
Folgende LPs sind unter dem Namen Mild Maniac Orchestra erschienen:
- Octember Variations (1976) als Quartett
- Elastic Menu (1977) mit Nippy Noya (Percussion)
- Long Distance (1979) mit Hans Behrendt (Percussion)
- Live in Bayern (1981) mit Hans Behrendt (Percussion)

## Auszeichnungen
- 1982 Deutscher Schallplattenpreis, "Künstler des Jahres 1982", Kategorie Ensemble Pop national[1]